# Музей Чапских
Музей Чапских, полное название — Музей имени Гуттен-Чапского (пол. Muzeum Czapskich, Muzeum im. Emeryka Hutten-Czapskiego) — музей, находящийся во Дворце Чапских в Кракове на улице Пилсудского, 12. Филиал краковского Национального музея. Музей назван в честь польского общественного деятеля, библиофила и нумизмата Эмерика Гуттен-Чапского.

## История
Здание было приобретено Эмериком Гуттен-Чапским в 1894 году, когда он переехал в Краков. В своём родовой усадьбе, которая находилась в селе Станькув, Эмерик Гуттен-Чапский собрал обширную коллекцию, насчитывающую около 11 тысяч медалей, орденов, монет и библиотеку. Для своей коллекции Эмерик Гуттен-Чапский выделил отдельный павильон в купленном им дворце. Этот павильон был разработан в 1896 году польским архитектором Тадеушем Стрыенским. К павильону вели ворота с отдельным входом. Эмерик Гуттен-Чапский скончался 23 июля 1896 года во время строительных работ.
12 марта 1903 года коллекция Эмерика Гуттен-Чапского была передана в дар городскому совету Кракова. 18 июля 1904 года коллекция Гуттен-Чапского стала филиалом Национального музея.
В 1937 году музей приобрёл личный архив и библиотеку Богдана Гуттен-Чапского. В дальнейшем собрание музея пополнилось коллекцией средневековых монет Виктора Виттыга, пятью тысячами монет пястовского периода Зигмунта Закжевского, античных монет из собраний Францишка Пекосинского и Кароля Галамы, тевтонскими и курляндскими монетами Петра Уминского. Вся коллекция музея демонстрировалась до 1939 года, когда в связи с началом Второй мировой войны музей был закрыт, а коллекция музея находилась в запасниках Национального музея.
28 июня 2013 года после капитального ремонта Национальный музей открыл во Дворце Чапских нумизматическую выставку под названием «Europejskie Centrum Numizmatyki Polskiej» (Европейский центр польской нумизматики).
В настоящее время в музее хранятся около 100 тысяч нумизматических материалов, средневековые карты и рукописи.